# Parthenocissus quinquefolia
Parthenocissus quinquefolia (dây leo Trinh đằng năm lá,  Virginia creeper) là một loài thực vật hai lá mầm trong họ Nho. Loài này được (L.) Planch. miêu tả khoa học đầu tiên năm 1887.
Cũng giống như các cây leo Trinh đằng ba mũi có liên quan, nó được trồng rộng rãi như một loại cây cảnh leo để trang trải các mặt tiền của tòa nhà, sử dụng này là thực sự quan trọng về kinh tế bởi vì, theo che bức tường trong suốt mùa hè, nó có thể làm giảm đáng kể chi phí làm mát.

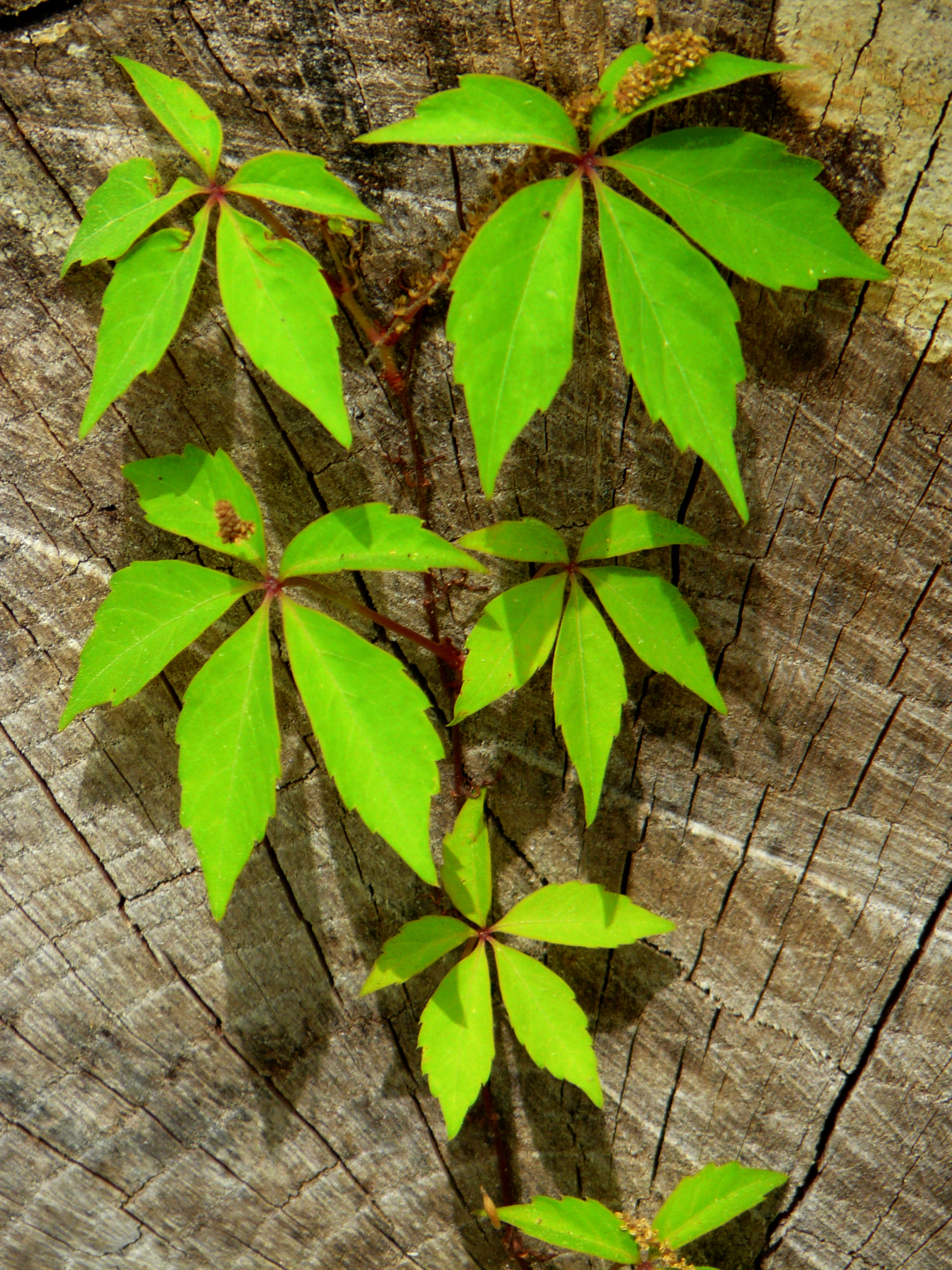
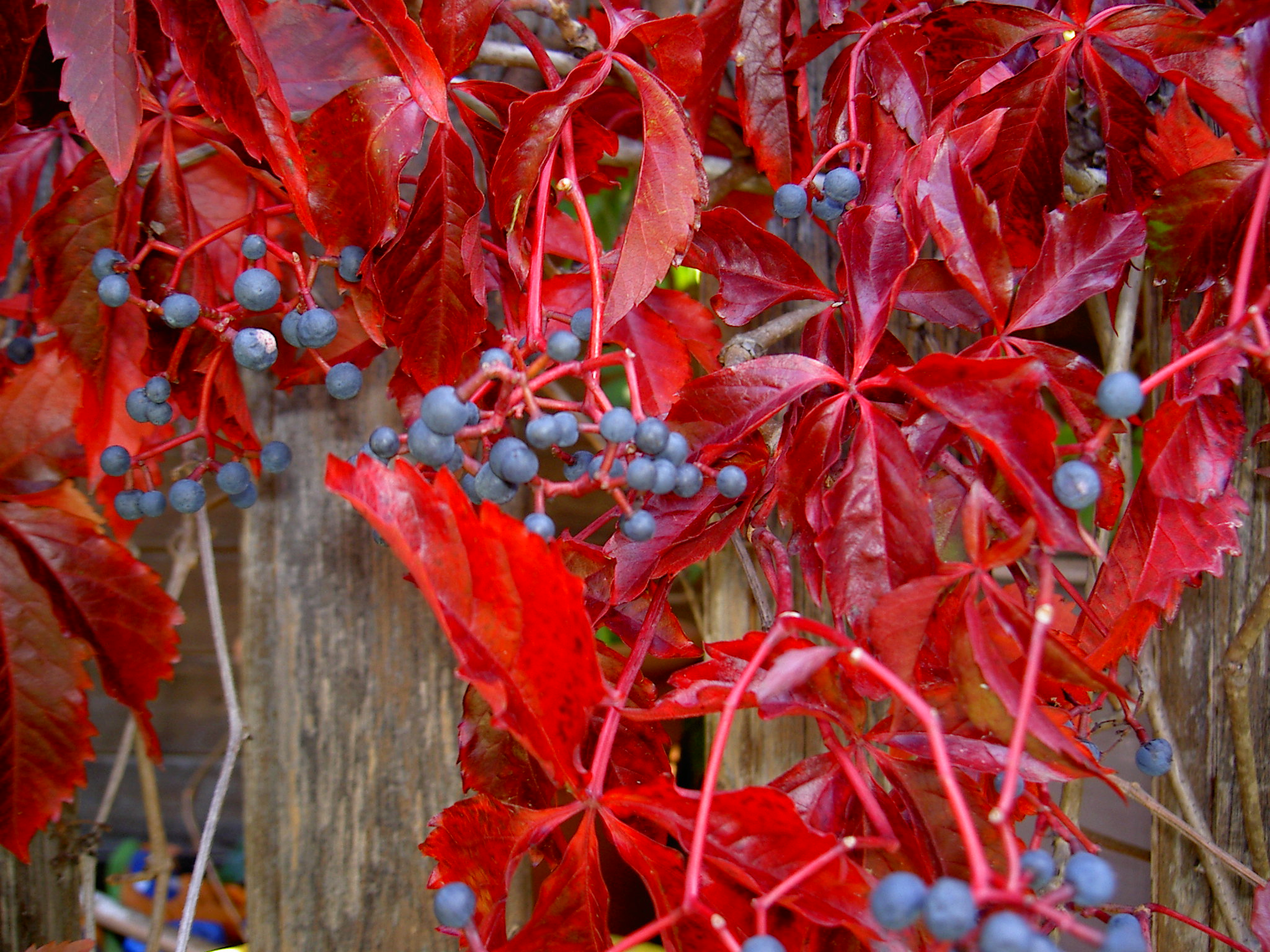
lá đổi màu vào mùa thu và kết trái
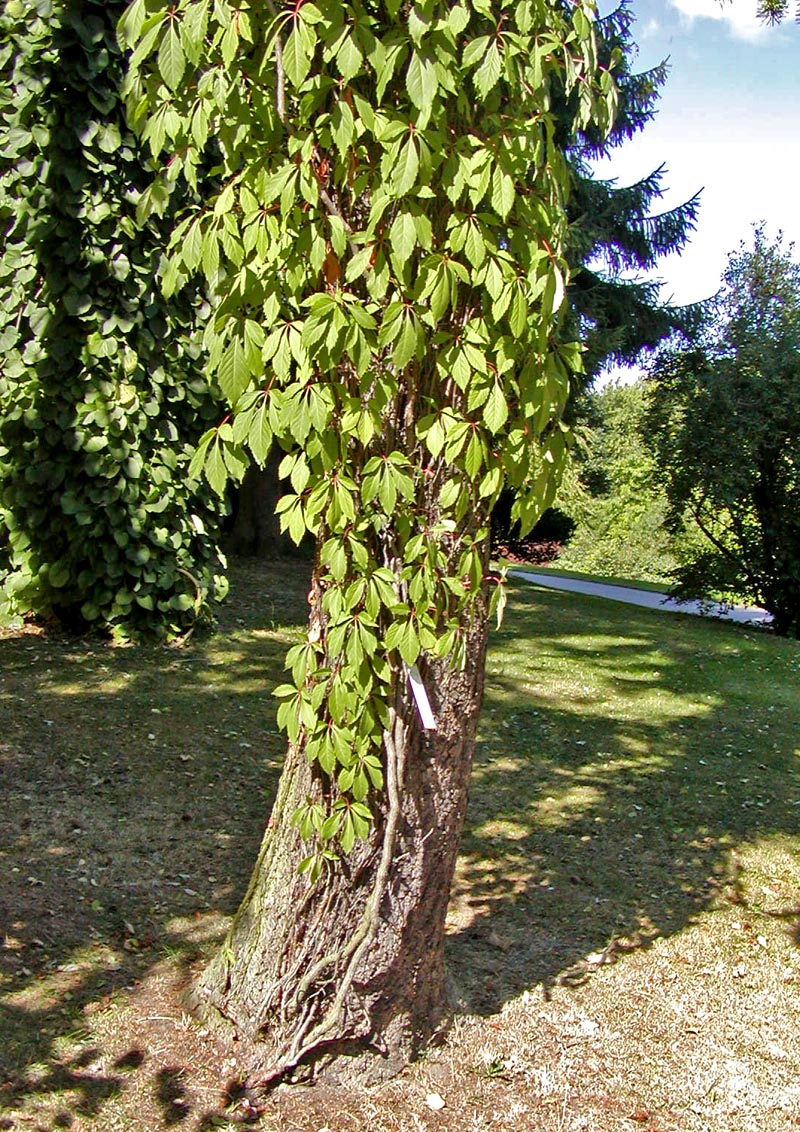
Leo lên cây lớn